# Alchemy: An Index of Possibilities
Albums de David Sylvian
Brilliant Trees
(1984) Gone to Earth
(1986)
Alchemy: An Index of Possibilities est le deuxième album solo de l'auteur-compositeur-interprète britannique David Sylvian. Il est sorti en 1985 sur le label Virgin Records.

## Histoire
L'album est paru au format cassette, en même temps qu'un 45 tours de la suite Words with the Shaman et d'un court-métrage réalisé par Sylvian et Yasayuki Yamaguchi à partir de Steel Cathedrals.
Il a été réédité au Japon au format CD en 1991, puis une édition remasterisée est parue en 2003 avec deux titres bonus.

## Fiche technique

### Titres

#### Album original
| 1. | Words with the Shaman, Pt. 1: Ancient Evening                     | David Sylvian, Jon Hassell               | 5:11 |
| 2. | Words with the Shaman, Pt. 2: Incantation                         | David Sylvian, Jon Hassell               | 3:30 |
| 3. | Words with the Shaman, Pt. 3: Awakening – Songs from the Treetops | David Sylvian, Jon Hassell, Steve Jansen | 5:21 |
| 4. | Preparations for a Journey                                        | David Sylvian                            | 3:40 |

| 5. | Steel Cathedrals | David Sylvian, Ryuichi Sakamoto | 18:55 |

### Rééditions
L'édition remasterisée de Alchemy: An Index of Possibilities sortie en 2003 inclut deux titres bonus parus à l'origine en face B du single Pop Song en 1988. Ces deux titres sont intercalés avant Steel Cathedrals :
| 1. | Words with the Shaman, Pt. 1: Ancient Evening                     | David Sylvian, Jon Hassell               | 5:11  |
| 2. | Words with the Shaman, Pt. 2: Incantation                         | David Sylvian, Jon Hassell               | 3:30  |
| 3. | Words with the Shaman, Pt. 3: Awakening – Songs from the Treetops | David Sylvian, Jon Hassell, Steve Jansen | 5:21  |
| 4. | Preparations for a Journey                                        | David Sylvian                            | 3:40  |
| 5. | The Stigma of Childhood (Kin)                                     | David Sylvian                            | 8:30  |
| 6. | A Brief Conversation Ending in Divorce                            | David Sylvian                            | 3:30  |
| 7. | Steel Cathedrals                                                  | David Sylvian, Ryuichi Sakamoto          | 18:55 |

### Musiciens
- Words with the Shaman (produit par David Sylvian et Nigel Walker) :
  - David Sylvian : claviers, guitares, bandes
  - Steve Jansen : batterie, percussions, claviers
  - Jon Hassell : trompette
  - Holger Czukay : radio, dictaphone
  - Percy Jones (en) : basse fretless

- Preparations for a Journey et The Stigma of Childhood (Kin) (produit par David Sylvian) :
  - David Sylvian : tous instruments

- A Brief Conversation Ending in Divorce (produit par David Sylvian et Steve Nye) :
  - David Sylvian : guitare, synthétiseurs
  - John Taylor : piano
  - Stuart Bruce : programmation

- Steel Cathedrals (produit par David Sylvian) :
  - David Sylvian : claviers, bandes, percussions électroniques
  - Ryuichi Sakamoto : piano, cordes
  - Steve Jansen : percussions
  - Kenny Wheeler : bugle
  - Robert Fripp : guitare
  - Holger Czukay : dictaphone
  - Masami Tsuchiya (en) : « abstractions à la guitare »